# Haegemonia
Hegemonia Legions of Iron è un videogioco di strategia in tempo reale con componenti di tattica in tempo reale (del tutto in 3D), ambientato tra le stelle e basato su battaglie spaziali in un ipotetico futuro durante un'immaginaria guerra in cui si deve costruire e controllare una flotta di astronavi; sviluppato da Digital Reality e distribuito nell'anno 2002.
Il titolo ha avuto un'espansione, The Solon Heritage, fatta anche questa dalla stessa casa di sviluppo.

## Modalità di gioco
Per entrambe le campagne, nelle prime due missioni non si ha un pianeta sotto il proprio comando, mentre dalla terza in poi si controlla un pianeta e diventa possibile sviluppare ricerche, costruire navicelle spaziali, conquistare pianeti nemici e colonizzare pianeti. Le missioni iniziali sono ambientate nel sistema solare, e le successive in altri sistemi non realmente esistenti. In tutto, il gioco è formato da 5 episodi, suddivise in 5 missioni (tranne che per il II che ne ha 4 e il IV episodio che ha una missione bonus se ci si schiera dalla parte di mor'thep).
Le campagne presentano tre diversi livelli di difficoltà. In quella terrestre lo scopo sarà quello di estinguere l'aria di rivolta che si espande dai coloni di Marte, mentre in quella marziana sarà invece ovviamente quello di ottenere l'autonomia dalla Terra come sua colonia. A prescindere però dagli esiti delle campagne, nel sequel del gioco esisterà una sola unica campagna.
Nel single player si possono utilizzare solo gli umani, mentre nel multi player si aggiungono come razze giocabili i kariak o i darzok, con le proprie tecnologie e navi.